# Fleming Summit
Il Fleming Summit è una montagna dell'Antartide alta oltre 4200 m situata circa 1,5 km a ovest del Monte Kirkpatrick, nella catena montuosa dei Monti della Regina Alessandra.
La denominazione è stata attribuita nel 1995 dal Comitato consultivo dei nomi antartici (Advisory Committee on Antarctic Names, US-ACAN) in onore del geologo Thomas H. Fleming della Ohio State University, che aveva condotto ricerche sul campo in questa zona dal 1985 al 1986 e dal 1990 al 1991.